# Galaktična ravnina
Galáktična ravnína je v astronomiji ravnina, ki poteka preko področja z največjim številom zvezd v galaksiji in razdeli galaktični disk v ravnini sploščenosti na dva dela, tako da poteka tudi skozi težišče galaksije. Galaktična ravnina je usmerjena, kar pomeni, da ji lahko določimo smer proti severnemu in južnemu galaktičnemu polu.
Za našo Galaksijo je določen severni pol v ozvezdju Berenikinih kodrov (Com), južni galaktični pol pa v ozvezdju Kiparja (Scl).
Presečišče galaktične ravnine z nebesno kroglo določa galaktični ekvator.